# Okruglastogomoljasta bezostruška
Okruglastogomoljasta bezostruška (lat. Orchis anthropophora, sin.  Aceras anthropophorum), nedovoljno poznata vrsta iz roda kačuna (Orchis), nekada svrstavana u rod Aceras (bezostruška).
Raširena je u Europi, sjevernoj Africi i zapadnoj Aziji (Libanon, Sirija, Turska, istočnoegejski otoci). U Splitsko-dalmatinskoj županiji strogo je zaštićena.
Naziv Okruglastogomoljasta bezostruška navodi hrvatski botaničar Radovan Domac, 1994.